# Funayama Yuji
Yuji Funayama (sinh ngày 19 tháng 1 năm 1985) là một cầu thủ bóng đá người Nhật Bản.

## Sự nghiệp câu lạc bộ
Yuji Funayama đã từng chơi cho Kashima Antlers, Cerezo Osaka, Montedio Yamagata, Avispa Fukuoka, Army United, Air Force Central và Tokyo Verdy.